# ストックホルム商科大学

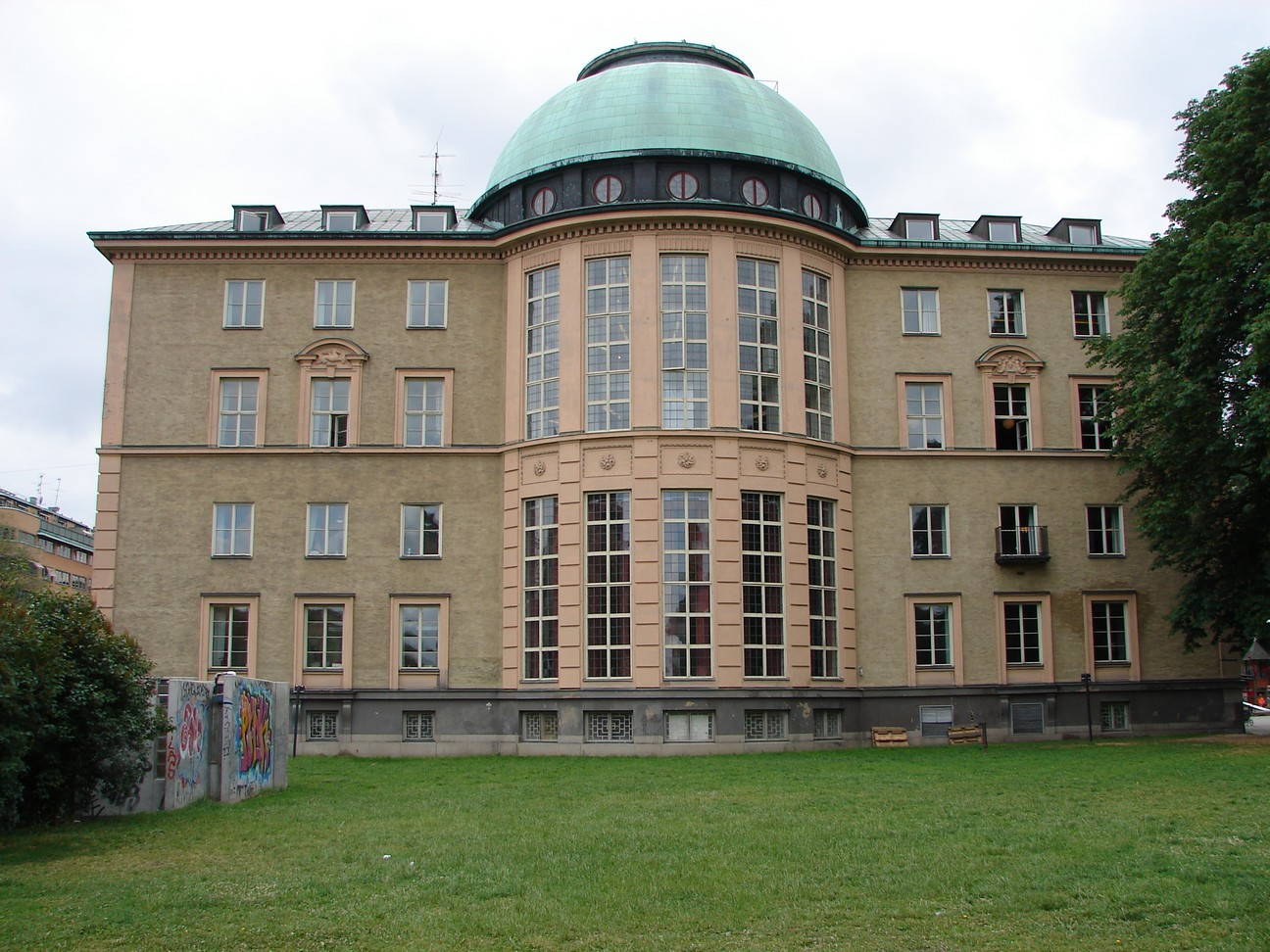
Stockholm School of Economics

ストックホルム商科大学 （スウェーデン語: Handelshögskolan i Stockholm, 英語: Stockholm School of Economics）は、ストックホルムに本部を置く、経済学を専門とする私立単科大学。

## 概要
1909年に実務教育の向上を目的として設立され、現在も同地に本拠を置く。個人信託によって管理されているが、スウェーデン政府の支援も受けている。スウェーデンの商学部の中では最難関でありマスター課程のマネージメントプログラムはファイナンシャルタイムズにより欧州13位とランク付けられている。
ストックホルム商科大学では、いわゆる学士、修士が統合された4年間一貫での、経営学および経済学の修士課程に基づきカリキュラムが編成されていたが、EU加盟国等間での、学位／単位の標準化の動きを受けて、日本の大学／大学院と同様に、学士／修士が取得できるようになった。学士は3年間、修士は2年間で標準的なカリキュラムでは取得できる。ここでいう修士は、Master of Science (MSc)であり、専攻とあわせて、日本語訳すると、経営学修士または、経済学修士ということになる。しかし、経営学修士は、いわゆるMaster of Business Administration(MBA)とは異なる。職務経験者を対象としたMBAプログラムは別途開講されている。ストックホルム商科大学で行われている研究の半分は経営学に関する学際的研究であり、残り半分は経済学、統計学、金融工学に関する研究である。
ストックホルム商科大学において名を馳せた人物として、エリ・ヘクシャーとベルティル・オリーンがいる。彼らは国際貿易に関するヘクシャー＝オリーンの定理を構築し、1977年にオリーンはノーベル経済学賞を受賞した。また、ヘクシャーはスウェーデンにおいて経済史を学問の一分野にまで発展させたことでも知られている。
世界各国のトップクラスのビジネススクールと交流協定を持ち、日本では、東京大学、一橋大学、慶應義塾大学（慶應ビジネススクール）の3校との協定が存在している。